# 冠带鱼科
冠帶魚科又稱冠棘魚科，是輻鳍魚綱月魚目的其中一科。

## 分類
冠帶魚科下分2個屬，如下：
- 真冠帶魚屬（Eumecichthys）
  - 真冠帶魚（Eumecichthys fiski）
- 冠帶魚屬（Lophotus）
  - 凹鰭冠帶魚（Lophotus capellei）
  - 冠帶魚（Lophotus guntheri）
  - 拉氏冠帶魚（Lophotus lacepede）